# Praia do Foguete
A praia do Foguete localiza-se na cidade de Cabo Frio, no estado brasileiro do Rio de Janeiro.
Famosa por suas águas frias, é uma praia de águas profundas e cristalinas. É uma ótima praia para quem quer tranquilidade, pois não é muito movimentada, uma vez que fica próxima da Praia do Forte. A praia é frequentada por famílias e também é referência pro kitesurfe. Está situada na estrada que liga Cabo Frio a Arraial do Cabo, que fica a 4 km de Cabo Frio .